# Jennifer Ellison
Pour les articles homonymes, voir Ellison.
Jennifer Ellison est une actrice et chanteuse britannique, née le 30 mai 1983 à Liverpool (Royaume-Uni).

## Biographie
Elle est connue pour le rôle d'Emily Shadwick dans le soap opera Brookside de 1998 à 2003. En 2003, elle devient une chanteuse pop.
Elle a également une relation avec le joueur de football anglais et capitaine de Liverpool Steven Gerrard entre 2001 et 2002.

## Discographie
- 2003 : Baby I Don't Care
- 2004 : Bye Bye Boy

## Filmographie

### Cinéma
- 2004 : Le Fantôme de l'Opéra (The Phantom of the Opera) : Meg Giry
- 2008 : Bienvenue au cottage (The Cottage) : Tracey
- 2010 : Sure Fire Hit : Jane
- 2010 : The Codfather : Jackie Stevens
- 2011 : Carmilla : Laura

### Télévision
- 1998-2003 : Brookside (série télévisée) : Emily Shadwick O'Leary
- 2005 : The Brief (série télévisée) : Alice Rae
- 2007 : Hotel Babylon (série télévisée) : Carrie Cottan
- 2007 : New Street Law (série télévisée) : Bethany Taylor
- 2007 : Dirty Dancing: The Time of Your Life (série télévisée) : La juge
- 2007 : Liverpool Nativity (téléfilm)
- 2008 : The Commander Abduction (téléfilm) : Shena Davis